# Niederrheinpokal 2022/23

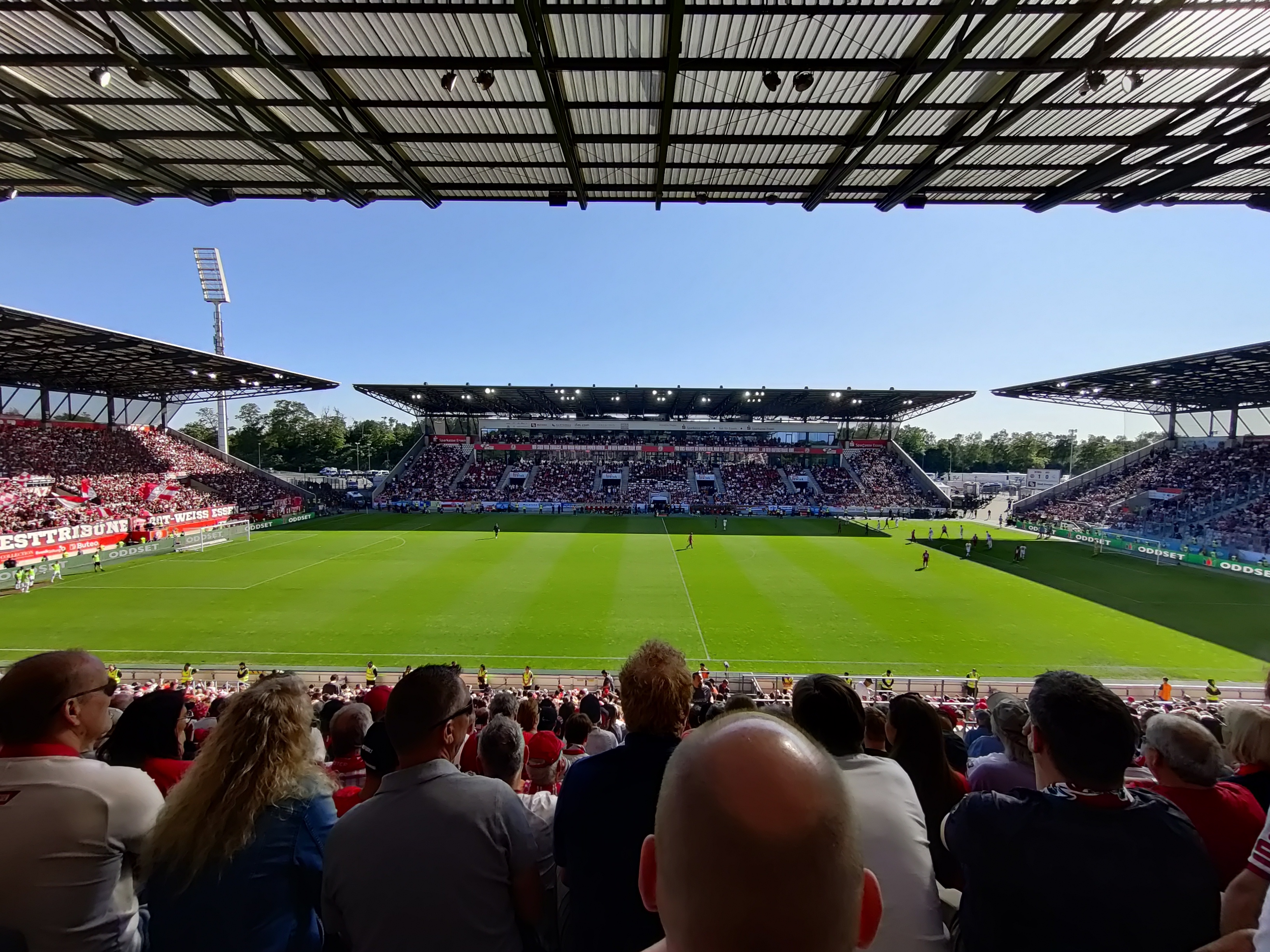
Finale zwischen Rot-Weiss Essen und Rot-Weiß Oberhausen

Der Niederrheinpokal 2022/23 war die 43. Austragung des Fußball-Verbandspokals im Fußballverband Niederrhein. Das Finale gewann Rot-Weiss Essen am 3. Juni 2023 gegen Rot-Weiß Oberhausen im Stadion an der Hafenstraße in Essen. Als Pokalschreck der Saison stellte sich Bezirksligist ASV Mettmann heraus, der die Verbandsligisten VfB 03 Hilden, VfB Homberg und SSVg Velbert besiegte und erst im Viertelfinale an Rot-Weiß Oberhausen scheiterte.

## Teilnehmende Mannschaften
Für die erste Runde waren folgende 64 Mannschaften sportlich qualifiziert:
| 3. Liga der 1 verbandsangehörige Verein der Saison 2021/22, (Absteiger 2. Bundesliga) | Regionalliga West die 6 verbandsangehörigen Vereine der Saison 2021/22 | Oberliga Niederrhein die 23 Vereine der Saison 2021/22 |
| MSV Duisburg | Rot-Weiss Essen Wuppertaler SV Rot-Weiß Oberhausen SV Straelen KFC Uerdingen 05 VfB Homberg | SSVg Velbert 1. FC Bocholt VfB 03 Hilden Sportfreunde Baumberg 1. FC Kleve TVD Velbert Ratingen 04/19 1. FC Monheim SpVg Schonnebeck Schwarz-Weiß Essen TSV Meerbusch TuRU Düsseldorf SC Union Nettetal FC Kray SC St. Tönis 11/20 FSV Duisburg TV Jahn Hiesfeld SC Düsseldorf-West Cronenberger SC SC Velbert SpVgg Sterkrade-Nord Sportfreunde Niederwenigern 1. FC Mönchengladbach |
| Vertreter der Kreise im FV Niederrhein 34 Vertreter der 13 Fußballkreise des FV Niederrhein, anzahl der Startplätze pro Kreis ist abhängig von der Anzahl der Vereine, welche sich im Kreis befinden                                                                                 | | |
| - Duisburg / Mülheim / Dinslaken MTV Union Hamborn Mülheimer FC 97 Hamborn 07 - Düsseldorf FC Büderich VfL Benrath FC Kosova Düsseldorf - Essen ESC Rellinghausen 06 DJK Sportfreunde Katernberg SV Burgaltendorf - Grevenbroich / Neuss Viktoria Jüchen-Garzweiler SC Kapellen-Erft | - Kempen / Krefeld VSF Amern SC Niederkrüchten TSV Bockum - Kleve / Geldern Sportfreunde Broekhuysen Alemannia Pfalzdorf TSV Wachtendonk-Wankum - Moers SV Sonsbeck FC Viktoria Alpen - Mönchengladbach / Viersen Sportfreunde Neuwerk Victoria Mennrath DJK/VfL Giesenkirchen | - Oberhausen / Bottrop VfB Bottrop Rhenania Bottrop FC Sterkrade 72 - Rees / Bocholt SF Lowick 97/30 Hamminkelner SV PSV Wesel-Lackhausen - Remscheid SV Wermelskirchen - Solingen BV Gräfrath TSV Solingen-Aufderhöhe - Wuppertal / Niederberg 1. FC Wülfrath TSV 05 Ronsdorf ASV Mettmann                                                                                           |

## Termine
Die Spielrunden sollten ursprünglich an folgenden Terminen ausgetragen werden, wobei einzelne Spielansetzungen aufgrund von Terminkonflikten aus den Rahmenterminen heraus genommen werden mussten:
- 1. Runde: 23. August 2022 bis 25. August 2022
- 2. Runde: 13. September 2022 bis 15. September 2022
- Achtelfinale: 18. Oktober 2022 bis 20. Oktober 2022
- Viertelfinale: 28. März 2023 bis 30. März 2023
- Finale: Finaltag der Amateure: 3. Juni 2023

## 1. Runde
Die Partien der 1. Runde wurden am 19. Juli 2022 in der Sportschule Wedau ausgelost. Gelost wurde aus zwei Töpfen. In Topf 1 befanden sich die 26 Vereine von der 3. Liga bis zur Oberliga Niederrhein, in Topf 2 die 38 Vereine, die sich über die Kreispokale qualifiziert haben. Als Losfee fungierte Zweitliga-Rekordspieler Willi Landgraf.
| Datum                 |                             | Ergebnis                         |                          |
| --------------------- | --------------------------- | -------------------------------- | ------------------------ |
| 23.08.2022, 19:00 Uhr | SV Burgaltendorf            | 0:5 (0:3)                        | Rot-Weiss Essen          |
| 23.08.2022, 19:15 Uhr | DJK Sportfreunde Katernberg | 2:4 n. V. (0:1, 2:2)             | SV Straelen              |
| 23.08.2022, 19:30 Uhr | KFC Uerdingen 05            | 3:0 (3:0)                        | ESC Rellinghausen 06     |
| 23.08.2022, 19:30 Uhr | FC Büderich                 | 0:2 (0:0)                        | SpVg Schonnebeck         |
| 23.08.2022, 19:30 Uhr | Viktoria Jüchen-Garzweiler  | 2:4 (2:3)                        | TSV Meerbusch            |
| 23.08.2022, 19:30 Uhr | Rot-Weiß Oberhausen         | 13:0 (5:0)                       | MTV Union Hamborn        |
| 23.08.2022, 19:30 Uhr | SF Lowick 97/30             | 0:3 (0:1)                        | Schwarz-Weiß Essen       |
| 23.08.2022, 20:00 Uhr | TSV Wachtendonk-Wankum      | 2:1 (1:0)                        | SC St. Tönis 11/20       |
| 23.08.2022, 20:00 Uhr | VSF Amern                   | 2:4 (0:2)                        | SSVg Velbert             |
| 23.08.2022, 20:00 Uhr | Sportfreunde Neuwerk        | 1:1 n. V. (0:0, 0:0) (3:5 i. E.) | Cronenberger SC          |
| 23.08.2022, 20:00 Uhr | SV Wermelskirchen           | 0:8 (0:3)                        | Wuppertaler SV           |
| 24.08.2022, 19:00 Uhr | ASV Mettmann                | 2:1 (1:1)                        | VfB 03 Hilden            |
| 24.08.2022, 19:30 Uhr | 1. FC Wülfrath              | 1:0 (0:0)                        | FC Kray                  |
| 24.08.2022, 19:30 Uhr | Alemannia Pfalzdorf         | 0:11 (0:6)                       | 1. FC Bocholt            |
| 24.08.2022, 19:30 Uhr | SC Kapellen-Erft            | 2:1 (1:0)                        | FSV Duisburg             |
| 24.08.2022, 19:30 Uhr | SC Velbert                  | 2:4 (1:2)                        | Ratingen 04/19           |
| 24.08.2022, 19:30 Uhr | TSV Bockum                  | 2:1 (0:1)                        | BV Gräfrath              |
| 24.08.2022, 19:30 Uhr | Sportfreunde Niederwenigern | 0:1 (0:0)                        | TuRU Düsseldorf          |
| 24.08.2022, 19:30 Uhr | Mülheimer FC 97             | 4:4 n. V. (2:0, 3:3) (3:2 i. E.) | 1. FC Monheim            |
| 24.08.2022, 19:30 Uhr | VfB Bottrop                 | 2:3 n. V. (2:1, 2:2)             | VfB Homberg              |
| 24.08.2022, 19:30 Uhr | FC Sterkrade 72             | 1:3 n. V. (0:0, 1:1)             | SV Sonsbeck              |
| 24.08.2022, 19:30 Uhr | SC Niederkrüchten           | 1:3 (0:1)                        | TV Jahn Hiesfeld         |
| 24.08.2022, 19:30 Uhr | FC Viktoria Alpen           | 1:9 (0:3)                        | TVD Velbert              |
| 24.08.2022, 19:30 Uhr | FC Kosova Düsseldorf        | 3:1 (0:1)                        | Sportfreunde Broekhuysen |
| 24.08.2022, 19:30 Uhr | 1. FC Mönchengladbach       | 0:5 (0:2)                        | Hamborn 07               |
| 24.08.2022, 20:00 Uhr | SpVgg Sterkrade-Nord        | 3:3 n. V. (2:1, 2:2) (4:3 i. E.) | SC Union Nettetal        |
| 24.08.2022, 20:00 Uhr | TSV 05 Ronsdorf             | 2:0 (2:0)                        | Hamminkelner SV          |
| 24.08.2022, 20:00 Uhr | VfL Benrath                 | 4:2 (1:1)                        | SC Düsseldorf-West       |
| 25.08.2022, 19:00 Uhr | PSV Wesel-Lackhausen        | 3:4 (2:1)                        | 1. FC Kleve              |
| 25.08.2022, 19:30 Uhr | Victoria Mennrath           | 0:8 (0:5)                        | MSV Duisburg             |
| 25.08.2022, 20:00 Uhr | Rhenania Bottrop            | 1:4 (1:1)                        | Sportfreunde Baumberg    |
| 31.08.2022, 19:30 Uhr | TSV Solingen                | 4:5 (0:0)                        | DJK/VfL Giesenkirchen    |

## 2. Runde
Die Partien der 2. Runde wurden am 26. August 2022 in der Sportschule Wedau ausgelost. Losfee bei der Auslosung war Hans-Günter Bruns. Gelost wurde aus zwei Töpfen. In Topf 1 befanden sich die 12 Teams aus den Landesligen und den darunter liegenden Ligen. In Topf 2 befanden sich die Teams von der 3. Liga bis zur Oberliga.
| Datum                 |                        | Ergebnis             |                    |
| --------------------- | ---------------------- | -------------------- | ------------------ |
| 13.09.2022, 19:30 Uhr | Hamborn 07             | 3:0 (2:0)            | Cronenberger SC    |
| 13.09.2022, 19:30 Uhr | Mülheimer FC 97        | 3:2 n. V. (0:0, 2:2) | TVD Velbert        |
| 14.09.2022, 19:00 Uhr | ASV Mettmann           | 2:1 (0:0)            | VfB Homberg        |
| 14.09.2022, 19:30 Uhr | SC Kapellen-Erft       | 1:3 n. V. (0:0, 1:1) | Ratingen 04/19     |
| 14.09.2022, 19:30 Uhr | DJK/VfL Giesenkirchen  | 0:2 (0:0)            | TuRU Düsseldorf    |
| 14.09.2022, 19:30 Uhr | FC Kosova Düsseldorf   | 0:3 (0:2)            | SV Sonsbeck        |
| 14.09.2022, 19:30 Uhr | 1. FC Wülfrath         | 0:9 (0:5)            | Rot-Weiss Essen    |
| 14.09.2022, 19:30 Uhr | TV Jahn Hiesfeld       | 1:3 (0:1)            | KFC Uerdingen 05   |
| 14.09.2022, 19:30 Uhr | VfL Benrath            | 2:5 (1:3)            | Wuppertaler SV     |
| 14.09.2022, 19:30 Uhr | TSV Bockum             | 0:2 (0:0)            | 1. FC Kleve        |
| 14.09.2022, 19:30 Uhr | Sportfreunde Baumberg  | 2:3 (0:1)            | SpVg Schonnebeck   |
| 14.09.2022, 20:00 Uhr | SpVgg Sterkrade-Nord   | 3:6 n. V. (2:0, 3:3) | TSV Meerbusch      |
| 14.09.2022, 20:00 Uhr | TSV 05 Ronsdorf        | 1:3 (1:2)            | SSVg Velbert       |
| 15.09.2022, 20:00 Uhr | TSV Wachtendonk-Wankum | 1:2 (1:0)            | Schwarz-Weiß Essen |
| 21.09.2022, 19:30 Uhr | SV Straelen            | 2:3 (1:3)            | 1. FC Bocholt      |
| 23.09.2022, 19:00 Uhr | Rot-Weiß Oberhausen    | 2:1 (0:0)            | MSV Duisburg       |

## Achtelfinale
Die Partien des Achtelfinales wurden am 23. September 2022 in der Sportschule Wedau ausgelost. Losfee bei der Auslosung war Christian Wück. Gelost wurde aus zwei Töpfen. In Topf 1 befanden sich die 2 Teams aus den Landesligen und den darunter liegenden Ligen: ASV Mettmann und Mülheimer FC 97. In Topf 2 befanden sich die Teams von der 3. Liga bis zur Oberliga.
| Datum                 |                    | Ergebnis                         |                     |
| --------------------- | ------------------ | -------------------------------- | ------------------- |
| 19.10.2022, 19:00 Uhr | ASV Mettmann       | 3:1 (2:0)                        | SSVg Velbert        |
| 19.10.2022, 19:30 Uhr | Mülheimer FC 97    | 1:2 n. V. (1:1, 1:1)             | Wuppertaler SV      |
| 19.10.2022, 19:30 Uhr | 1. FC Kleve        | 0:1 (0:1)                        | SV Sonsbeck         |
| 19.10.2022, 19:30 Uhr | SpVg Schonnebeck   | 2:2 n. V. (1:0, 1:1) (1:4 i. E.) | Ratingen 04/19      |
| 19.10.2022, 19:30 Uhr | TuRU Düsseldorf    | 3:3 n. V. (1:1, 3:3) (3:4 i. E.) | 1. FC Bocholt       |
| 19.10.2022, 19:30 Uhr | TSV Meerbusch      | 4:1 (1:0)                        | Hamborn 07          |
| 19.10.2022, 19:30 Uhr | KFC Uerdingen 05   | 2:2 n. V. (1:1, 2:2) (0:2 i. E.) | Rot-Weiß Oberhausen |
| 25.10.2022, 19:30 Uhr | Schwarz-Weiß Essen | 3:3 n. V. (1:3, 3:3) (2:4 i. E.) | Rot-Weiss Essen     |

## Viertelfinale
Die Auslosung des Viertelfinales und des Halbfinales fand am 27. Oktober 2022 in der Sportschule Wedau statt. Die Teams wurden aus einem Topf gezogen, wobei der jeweils klassentiefere Verein über das Heimrecht verfügt. Das Heimrecht zwischen dem ASV Mettmann und Rot-Weiß Oberhausen musste aus Sicherheitsgründen getauscht werden.
| Datum                 |                     | Ergebnis  |                 |
| --------------------- | ------------------- | --------- | --------------- |
| 19.11.2022, 14:00 Uhr | SV Sonsbeck         | 0:3 (0:3) | Ratingen 04/19  |
| 23.11.2022, 19:30 Uhr | TSV Meerbusch       | 1:5 (0:4) | 1. FC Bocholt   |
| 01.03.2023, 19:00 Uhr | Wuppertaler SV      | 0:1 (0:1) | Rot-Weiss Essen |
| 01.03.2023, 19:00 Uhr | Rot-Weiß Oberhausen | 6:0 (1:0) | ASV Mettmann    |

## Halbfinale
| Datum                 |                     | Ergebnis                         |                 |
| --------------------- | ------------------- | -------------------------------- | --------------- |
| 25.03.2023, 15:00 Uhr | Rot-Weiß Oberhausen | 3:1 (0:1)                        | Ratingen 04/19  |
| 28.03.2023, 19:00 Uhr | 1. FC Bocholt       | 1:1 n. V. (0:1, 1:1) (4:5 i. E.) | Rot-Weiss Essen |

## Finale
Das Finale wurde im Rahmen des „Finaltags der Amateure 2023“ am 3. Juni 2023 ausgetragen und in einer Konferenz mit anderen Verbandspokalfinales in der ARD übertragen.
| Paarung                   | Rot-Weiss Essen – Rot-Weiß Oberhausen |
| Ergebnis                  | 2:0 (0:0) |
| Datum                     | 3. Juni 2023 um 16:15 Uhr |
| Stadion                   | Stadion an der Hafenstraße, Essen |
| Zuschauer                 | 19000 |
| Schiedsrichter            | Robin Braun (Wuppertal) |
| Schiedsrichterassistenten | Fasihullah Habibi, Jonathan Becker |
| Vierter Offizieller       | Sven Schreiber |
| Tore                      | 1:0 Simon Engelmann (52.) 2:0 Oğuzhan Kefkir (90.+2', Foulelfmeter) |
| Rot-Weiss Essen           | Jakob Golz – Sandro Plechaty (76. Björn Rother), Felix Herzenbruch, Felix Bastians , Oğuzhan Kefkir – Thomas Eisfeld (81. Niklas Tarnat), Felix Götze, Lawrence Ennali (46. Torben Müsel), Cedric Harenbrock (76. José-Enrique Ríos Alonso), Isaiah Young – Simon Engelmann (89. Ron Berlinski) Cheftrainer: Christoph Dabrowski |
| Rot-Weiß Oberhausen       | Daniel Davari – Nils Winter, Jerome Propheter , Nico Klaß, Pierre Fassnacht – Fabian Holthaus (66. Christian März), Matona-Glody Ngyombo (83. Tanju Öztürk), Kelvin Lunga (73. Denis Donkor), Jan-Lucas Dorow (73. Sebastian Mai), Anton Heinz – Sven Kreyer Cheftrainer: Mike Terranova                                         |
| Gelbe Karten              | Sandro Plechaty (22.), Felix Herzenbruch (55.), Simon Engelmann (63.) – Jerome Propheter (75.), Sven Kreyer (90.+4') |